# Saint-Martin-d'Écublei
Saint-Martin-d'Écublei är en kommun i departementet Orne i regionen Normandie i nordvästra Frankrike. Kommunen ligger i kantonen L'Aigle-Est som tillhör arrondissementet Mortagne-au-Perche. År 2022 hade Saint-Martin-d'Écublei 630 invånare.

## Befolkningsutveckling
Antalet invånare i kommunen Saint-Martin-d'Écublei
| Referens: INSEE |